# Геттисберг
Геттисберг (также Геттисбург или Гэттисбург; англ. Gettysburg) — боро и административный центр округа Адамс северо-американского штата Пенсильвания.
Геттисбург представляет собой муниципалитет, имеющий право местного самоуправления, который наделён статусом боро. По переписи 2010 г. в границах самого бурга проживало 7620 человек (в 1970 г.— 7275); вместе с пригородами — 15 532. В границах бурга белые американцы составляли 77,44 %; чёрные 5,79 %; 0,37 % индейцы; 1,28 % азиаты; 0,04 % полинезийцы; 8,02 % латиноамериканцы и 2,38 % смешанные. 
В истории город стал известен благодаря тому, что в его округе 1—3 июля 1863 г. произошла одна из важнейших и самых решающих битв между войсками Союза, под начальством генерала Дж. Мида, и Конфедерации — под предводительством генерала Р. Ли. В память победы, одержанной союзными войсками, в посёлке был воздвигнут гранитный монумент. 
Близ Геттисберга находятся Катализинские источники, действует курорт и Геттисбергский военный парк.